# Polysphincta
Polysphincta is een geslacht van vliesvleugelige insecten (Hymenoptera) uit de familie van de gewone sluipwespen (Ichneumonidae).
De wetenschappelijke naam van het geslacht is voor het eerst geldig gepubliceerd in 1829 door Johann Ludwig Christian Gravenhorst. De naam verwijst naar de meervoudige (poly) insnoeringen van het abdomen van de sluipwespen.
De sluipwespen uit dit geslacht leggen hun eitjes op het abdomen van een wielwebspin. De larve leeft als een ectoparasiet op de spin.

## Soorten
- Polysphincta boops Tschek, 1868
- Polysphincta clypeata Holmgren, 1860
- Polysphincta longa Kasparyan, 1976
- Polysphincta nielseni Roman, 1923
- Polysphincta rufipes Gravenhorst, 1829
- Polysphincta tuberosa (Gravenhorst, 1829)
- Polysphincta vexator Fitton, Shaw & Gauld, 1988